# Igor Antón
Igor Antón Hernández (Galdakao, 1983. március 2. –) baszk kerékpáros. 2018-ban visszavonult a versenyzéstől.

## Eredményei
| 2006 1., 16. szakasz Vuelta a Espańa 1. - Escalada a Montjuich 3. - Urkiola Igoera-Subida Urkiola 5. - Clasica a Alcobendas 2007 2., összetettben - GP Paredes Rota dos Móveis 4., összetettben - Vuelta a Castilla y Leon 4. - Escalada a Montjuich 7., összetettben - Tour de Romandie 1., 4. szakasz 8., összetettben - Vuelta a Espańa 8. - Klasika Primavera Amorebieta 9. - GP Miguel Indurain 2008 2., összetettben - Euskal Bizikleta 3., összetettben - Tour de Suisse 1., 2. szakasz 9. - Clasica Ciclista a los Puertos 2009 1. - Urkiola Igoera-Subida Urkiola 4., Spanyol országúti bajnokság - Mezőnyverseny | 2010 1., 4. szakasz - Vuelta a Espańa 1., 11. szakasz - Vuelta a Espańa 2., összetettben - Vuelta a Castilla y Leon 1., 3. szakasz 2. - Klasika Primavera Amorebieta 4. - La Flèche Wallonne 6. - Liège–Bastogne–Liège 6., összetettben - Vuelta a la Comunidad de Madrid 9., összetettben - Tour de Romandie 1., 5. szakasz 9., összetettben - Bayern Rundfahrt 9., összetettben - Vuelta a Burgos 2011 1. - Tour of Beijing - Hegyi összetett 1., 9. szakasz - Vuelta a Espańa 1., 14. szakasz - Giro d’Italia 3., összetettben - Vuelta a Castilla y Leon 5. - La Flèche Wallonne 8., összetettben - Vuelta a Burgos |

## Grand Tour eredményei
| Grand Tour | 2005 | 2006 | 2007    | 2008    | 2009 | 2010    | 2011 | 2012 |
| ---------- | ---- | ---- | ------- | ------- | ---- | ------- | ---- | ---- |
| Giro       | 83.  | -    | -       | -       | -    | -       | 18.  |      |
| Tour       | -    | -    | feladta | -       | 65.  | -       | -    |      |
| Vuelta     | -    | 15.  | 8.      | feladta | 33.  | feladta | 33.  |      |